# 格里斯沃爾德 (密蘇里州)
格里斯沃爾德（英語：Griswold）是位於美國密蘇里州俄勒岡縣的非建制地區。

## 歷史
格里斯沃爾德的郵局於1887年設立，其後於1907年停運。

## 地理
格里斯沃爾德所處的海拔為高於海平面149米（即489英呎），而該地所採用的時區為UTC-6，即北美中部時區（CST）。同時該地設有夏令時間，為UTC-6調快一小時，即UTC-5（CDT）。